# Todo Dia a Mesma Noite
Todo Dia a Mesma Noite é uma minissérie brasileira de drama biográfico produzida pela Morena Filmes e lançada pela Netflix em 25 de janeiro de 2023. Criada por Gustavo Lipsztein, baseada na obra Todo Dia a Mesma Noite: A História Não Contada da Boate Kiss, de Daniela Arbex, conta com direção geral de Júlia Rezende e direção de Carol Minêm. A minissérie aborda ficcionalmente sobre o incêndio na boate Kiss, tragédia que matou 242 pessoas em Santa Maria, no Rio Grande do Sul, na madrugada de 27 de janeiro de 2013.
Conta com as participações de Thelmo Fernandes, Débora Lamm, Bianca Byington, Leonardo Medeiros, Paulo Gorgulho, Bel Kowarick, Raquel Karro, Cândido Damm, Laila Zaid e Erom Cordeiro nos papéis principais.

## Premissa
Na madrugada de 27 de janeiro de 2013, na cidade de Santa Maria, no interior do Rio Grande do Sul, um trágico incêndio ocorrido na boate Kiss deixa 242 vítimas fatais e 636 gravemente feridos, sendo considerado a segunda maior tragédia no Brasil em número de vítimas em um incêndio. As vítimas eram na maioria estudantes da Universidade Federal de Santa Maria e a festa foi organizada pelos universitários para arrecadar dinheiro para a formatura. No primeiro episódio, é apresentado a história de alguns jovens e suas relações familiares: Mari queria comemorar seu aniversário de vinte anos com suas amigas; Felipinho queria aproveitar ao máximo aquela noite por morar no campo; Guilherme viajou da casa dos pais em São Paulo depois de passar quatro anos morando na Austrália; Marco desejava sair da casa dos pais para seguir seus sonhos; e a estudante Grazi é convencida por Antônio para curtir a vida e se desligar um pouco dos estudos.
A partir dessa tragédia, a série acompanha as investigações dos delegados João e Tereza acerca da negligência dos donos da boate e da falsa fiscalização da prefeitura; a dificuldade dos sobreviventes Grazi e Fernando para voltarem a normalidade; e a luta dos pais dos jovens mortos para colocar os culpados na cadeia, esbarrando nos promotores Avelar e Monteiro, que tentam evitar responsabilizar os políticos envolvidos.

## Produção

### Desenvolvimento
Em 10 de abril de 2022, a Netflix divulgou o elenco que integraria a minissérie e que a mesma teria sua história contada em cinco episódios. A produção é inspirada no livro Todo Dia a Mesma Noite: A História Não Contada da Boate Kiss, da jornalista Daniela Arbex. No livro, Daniela compilou centenas de relatos de familiares das vítimas, sobreviventes e outros testemunhos do incêndio que abalou o Brasil e resultou na morte de 242 jovens em Santa Maria, Rio Grande do Sul. A jornalista também integra a produção da minissérie como diretora criativa. Para ela, a obra tem a intenção de construir "memória coletiva do País".
A série busca permanecer o mais fiel possível aos eventos, exigindo apenas pequenas adaptações. Na vida real, a banda que se apresentava na Boate Kiss na noite do incêndio era chamada Gurizada Fandangueira, enquanto na ficção optou-se pelo nome Guapos Baladeiros.

### Gravações
A equipe de criação e produção da série tomou cuidado para evitar que os atores do elenco se encontrassem com os pais retratados na vida real antes do término das filmagens. Essa precaução visava preservar as emoções e o resultado do trabalho de preparação do elenco. O primeiro encontro entre os intérpretes e as pessoas que eles representavam ocorreu apenas na semana anterior ao lançamento da série na Netflix, durante uma apresentação prévia para os pais reais, resultando em grande emoção para atores e personagens reais.

## Elenco
| Intérprete          | Personagem                   |
| ------------------- | ---------------------------- |
| Thelmo Fernandes    | Pedro Leal                   |
| Débora Lamm         | Silvana Leal (Sil)           |
| Bianca Byington     | Ana / Meire Coutinho Campos  |
| Paulo Gorgulho      | Ricardo Martins              |
| Leonardo Medeiros   | Geraldo Alberto Ramos Fontes |
| Bel Kowarick        | Telma Ramos Fontes           |
| Raquel Karro        | Lívia Martins                |
| Cândido Damm        | Felipe Campos                |
| Erom Cordeiro       | Delegado João Portella       |
| Laila Zaid          | Delegada Tereza Rocha        |
| Leandro Daniel      | Promotor Celso Avelar        |
| Lourinelson Vladmir | Promotor Frederico Monteiro  |
| Paola Antonini      | Graziela Castro (Grazi)      |
| Nicolas Vargas      | Fernando Diniz               |
| Bruno Sigrist       | Anderson Pargo (Dedé)        |
| Bruno Padilha       | Thales Pargo                 |
| Álamo Facó          | Vicente Adriano de Pádua     |
| Fernando Roncato    | Roberto Moreira (Beto)       |
| Flávio Bauraqui     | Bruno Fontinelli             |
| Pablo Sanábio       | Dr. Bernardes                |
| Otto Jr             | Moacyr                       |
| Mafê Medeiros       | Juliana Leal                 |
| Pedro Sol Victorino | Luis Martins                 |

### Participações especiais
| Intérprete               | Personagem                              |
| ------------------------ | --------------------------------------- |
| Manu Morelli             | Marienne Leal (Mari)                    |
| Miguel Roncato           | Felipe Campos Filho (Felipinho)         |
| Sandro Aliprandini       | Marco Martins                           |
| Luan Vieira              | Guilherme Ramos Fontes                  |
| Priscila Reis            | Beatrice Campos                         |
| Mariana Job              | Thais                                   |
| Julia Mendes             | Suzana                                  |
| Lucca Pougy              | Antônio                                 |
| Aisha Moura              | Sabrina                                 |
| Sílvia Salgado           | Mariza Diniz                            |
| Ana Barroso              | Mãe de Grazi                            |
| Gabriela Munhoz          | Capitã Idalina                          |
| Adriano Toloza           | Advogado de Dedé                        |
| Anja Bittencourt         | Dona Alcéia                             |
| Naura Schneider          | Fisioterapeuta de Grazi                 |
| Isaac Bernat             | Dr. Costa                               |
| Márcio Maranhão          | Dr. Henri                               |
| Lincoln Tornado          | Policial                                |
| Claudia Ventura          | Recepcionista do Hospital da Caridade   |
| Aissa Zaar               | Renatinha                               |
| David Reis               | Hernan                                  |
| Andrieli Rozin           | Carol                                   |
| Lucas Zaffari            | Jorge                                   |
| JP Bonfá                 | Magrão                                  |
| Adam Lee                 | Chico                                   |
| Leo Israel               | Cássio                                  |
| Guto Galvão              | Baixista do Guapos Baladeiros           |
| Alex Curavo              | Guitarrista do Guapos Baladeiros        |
| Luan Lima                | Percussionista do Guapos Baladeiros     |
| Bruno Fraga              | Segurança da Boate                      |
| Marco Antônio Barreto    | Sargento Portes                         |
| Rodrigo Barizon          | Vinicius                                |
| Clara Serrão             | Daiane                                  |
| Sérgio Loureiro          | Aloysio                                 |
| Camillo Oliveira         | Bombeiro                                |
| Juliana Tillmann         | Recepcionista do Hospital Universitário |
| Guilherme Castel         | Irmão de Felipinho                      |
| João Inácio Abott Corrêa | Sobrinho de Felipinho                   |
| Marino Rocha             | Pai na Recepção                         |
| Fábio Penna              | Enfermeiro do Hospital da Caridade      |
| Renan Duarte             | Enfermeiro do Hospital em Porto Alegre  |
| Luiz Solano              | Padre de Santa Maria                    |
| Sidnei Borba             | Padre de São Paulo                      |
| Camila Nhary             | Repórter                                |
| Daniel Dias da Silva     | Primo de Ricardo                        |
| Nina Rodrigues           | Camila                                  |
| Jovan Ferreira           | Vendedor de Fogos                       |
| Juliana Lindenberg       | Fotógrafa da Boate Kiss                 |
| Marino Rocha             | Pai de Tenda                            |
| Murici Lima              | Rodrigo Sávio Hernandes Pereira         |
| Sandro Farias            | Juiz Oitiva                             |
| Sávio Moll               | Assistente CNJ                          |
| Tuanny Tecchio           | Clarissa                                |
| Santiago Vieira          |                                         |

## Episódios

### Resumo
| Temporada | Temporada | Episódios | Exibição              | Exibição              |
| Temporada | Temporada | Episódios | Estreia de temporada  | Final de temporada    |
| --------- | --------- | --------- | --------------------- | --------------------- |
|           | 1         | 5         | 25 de janeiro de 2023 | 25 de janeiro de 2023 |

### Primeira Temporada (2023)
| N.º | Título       | Dirigido por                | Escrito por       | Exibição original     |
| --- | ------------ | --------------------------- | ----------------- | --------------------- |
| 1 | "A Noite"    | Júlia Rezende & Carol Minêm | Gustavo Lipsztein | 25 de janeiro de 2023 |
| Um incêndio transforma a boate Kiss em um verdadeiro inferno. Os jovens que estavam lá não voltam para casa, e os pais começam uma busca pela cidade.       |              |                             |                   |                       |
| 2 | "O Luto"     | Júlia Rezende & Carol Minêm | Gustavo Lipsztein | 25 de janeiro de 2023 |
| As autoridades investigam as causas do incêndio. A cidade continua de luto pelas centenas de mortes provocadas pela tragédia.                               |              |                             |                   |                       |
| 3 | "A Culpa"    | Júlia Rezende & Carol Minêm | Gustavo Lipsztein | 25 de janeiro de 2023 |
| A polícia interroga várias pessoas envolvidas no incêndio. Os pais das vítimas criam uma associação para lutar pela justiça e investigar por conta própria. |              |                             |                   |                       |
| 4 | "O Processo" | Júlia Rezende & Carol Minêm | Gustavo Lipsztein | 25 de janeiro de 2023 |
| Os sobreviventes sofrem com as queimaduras. A investigação dos pais das vítimas revela que o governo local sabia de muito mais do que se imaginava.         |              |                             |                   |                       |
| 5 | "Sem Fim"    | Júlia Rezende & Carol Minêm | Gustavo Lipsztein | 25 de janeiro de 2023 |
| As audiências duram anos, mas ninguém é condenado. Os pais das vítimas tentam levar o caso a júri popular.                                                  |              |                             |                   |                       |

## Repercussão

### Problemas com os familiares das vítimas
Cerca de 40 famílias das vítimas da tragédia da boate Kiss anunciaram que pretendem processar a Netflix por suposta exploração comercial da minissérie. Um dos familiares disse à imprensa que a plataforma sequer informou sobre a divulgação de uma série dramática sobre a tragédia, tampouco houve permissão para produzir. Amigos e familiares criaram um grupo de WhatsApp para se discutir o assunto. A advogada dos familiares pediu também um acordo com a plataforma para que parte do lucro gerado pela obra seja revertido para a construção de um memorial às 242 vítimas, além de entrega de valores aos familiares e sobreviventes. Segundo a advogada, alguns retomaram terapias e tratamentos psicológicos por conta da divulgação do conteúdo. A Associação dos Familiares de Vítimas e Sobreviventes da Tragédia de Santa Maria (AVTSM) negou que vai processar a Netflix pela produção da série uma vez que eles estavam cientes da produção.